# Thick as a Brick - Live in Iceland
Thick as a Brick - Live in Iceland es un disco más un DVD/Blu-ray grabado en directo por el líder de Jethro Tull Ian Anderson. La grabación tuvo lugar en Reikiavik, Islandia, el 22 de junio de 2012.
El concierto formó parte de una gira que hicieron por Europa y los Estados Unidos entre el 2012 y el 2013.

## Lista de temas

### Disco Uno
| #  | Título             | Autor          | Interpretaciones | Tiempo |
| -- | ------------------ | -------------- | ---------------- | ------ |
| 1. | "Thick as a Brick" | (Ian Anderson) |                  | 55:50  |

### Disco Dos
| #   | Título                                  | Autor          | Tiempo |
| --- | --------------------------------------- | -------------- | ------ |
| 1.  | "From A Pebble Thrown"                  | (Ian Anderson) | 3:04   |
| 2.  | "Pebbles Instrumental"                  | (Ian Anderson) | 3:30   |
| 3.  | "Might-have-beens"                      | (Ian Anderson) | 0:50   |
| 4.  | "Upper Sixth Loan Shark"                | (Ian Anderson) | 1:13   |
| 5.  | "Banker Bets, Banker Wins"              | (Ian Anderson) | 4:27   |
| 6.  | "Swing It Far"                          | (Ian Anderson) | 3:28   |
| 7.  | "Adrift And Dumfounded"                 | (Ian Anderson) | 4:25   |
| 8.  | "Old School Song"                       | (Ian Anderson) | 3:06   |
| 9.  | "Wootton Bassett Town"                  | (Ian Anderson) | 3:43   |
| 10. | "Power And Spirit"                      | (Ian Anderson) | 1:59   |
| 11. | "Give Till It Hurts"                    | (Ian Anderson) | 1:12   |
| 12. | "Cosy Corner"                           | (Ian Anderson) | 1:24   |
| 13. | "Shunt And Shuffle"                     | (Ian Anderson) | 2:12   |
| 14. | "A Change Of Horses"                    | (Ian Anderson) | 8:04   |
| 15. | "Confessional"                          | (Ian Anderson) | 3:08   |
| 16. | "Kismet In Suburbia"                    | (Ian Anderson) | 4:17   |
| 17. | "What-ifs, Maybes And Might-have-beens" | (Ian Anderson) | 3:36   |

### DVD/Blu-ray solo
- Entrevista con Ian Anderson
- Workshop performance of Someday The Sun Won’t Shine For You with Montreux Jazz Festival founder Claude Nobs
- Upper Sixth Loan Shark/Banker Bets, Banker Wins filmed live at Montreux 2012

## Intérpretes
- Ian Anderson: flauta, flauta bambú, guitarra acústica y voces.
- Scott Hammond: batería y percusión.
- David Goodier: bajo y glockenspiel.
- John O'Hara: teclados y acordeón.
- Florian Opahle: guitarra acústica y guitarra eléctrica.
- Ryan O'Donnell: voces.